# Nera (rivière)
Pour les articles homonymes, voir Nera.
La Nera est une rivière qui prend sa source dans la province de Macerata, dans les Marches, coule sur presque toute sa longueur en Ombrie et se jette dans le Tibre, près d'Orte, dans la province de Viterbe.

## Géographie
Sa source est dans les monts Sibyllins dans les Marches, près de Visso, des sources s'unissent pour former un cours d'eau unique. La principale ville traversée est Terni. Une autre ville importante est Narni, qui domine la vallée de la Nera. L'exploitation hydroélectrique remonte à 1900, sous l'impulsion de Lorenzo Allievi.
Il s'agit d'une rivière qui, en dépit de sa longueur limitée, a une importance fondamentale dans l’équilibre hydraulique du Tibre, puisque pendant la saison estivale elle assure les 2/3 du débit du Tibre.

## Représentations

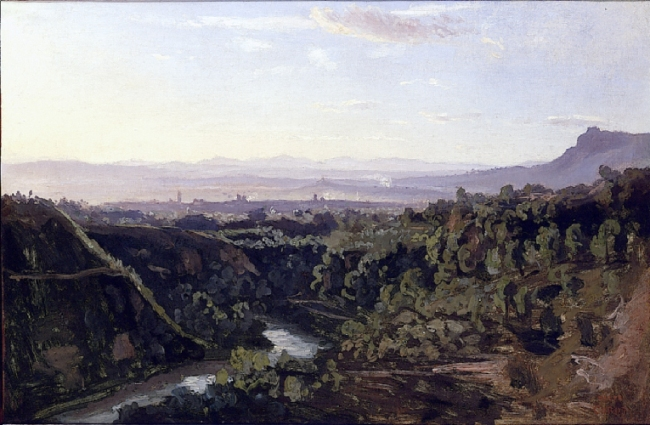
Papigno, rives escarpées et boisées
Camille Corot, 1826
Musée d'Art et d'Archéologie de Valence

On peut la voir du haut de Papigno, un hameau de Terni dans le tableau de Camille Corot conservé au Musée de Valence.